# گوهار داوتیان
گوهار هاروتیونی داوتیان (ارمنی: Գոհար Դաւթեան؛ زادهٔ ۱ دسامبر ۱۹۲۵ - درگذشته ۲۰۱۱) یک شاعر، روزنامه‌نگار و کارشناس علوم پرورشی اهل ارمنستان-ایران بود.

## زندگی‌نامه
وی در ۱۹۲۵ در ایروان به دنیا آمد و در ۱۹۲۸ همراه خانواده به تبریز نقل مکان نمود. تحصیلات ابتدایی را در مدرسه هایکازیان-تاماریان و مدرسه فرانسوی بانوان تبریز فراگرفت. در ۱۹۵۳ به تهران نقل مکان نمود. وی عضو اتحادیه نویسندگان ارمنی ایران بود. در ۱۹۶۳ دوباره به ایروان بازگشت.   وی در ۲۰۱۱ در سن ۸۶ سالگی در ایروان درگذشت و در آرامستان زیتون به خاک سپرده شد.

## یادداشت
1. ↑  հրապարակագիր